# Санкт-Хансхёуген
Санкт-Хансхёуген (норв. St. Hanshaugen) — один из районов столицы Норвегии города Осло. Расположен в центральной его части. Имеет треугольную форму, его северная граница находится к северу от зданий Норвежской радиовещательной корпорации и университетской больницы Уллевол, а также к югу от кампуса Университета Осло в Блиндерне. На востоке граница проходит к западу от реки Акерсэльва, затем вниз по Сторгате, прежде чем повернуть на север, вверх по Гренсену, Пилестредету и воротам Зумса.
Площадь — 3,6 км². На 1.01.2020 года население составляло 38 945 жителей.
Район, известный своими элегантными многоквартирными домами и одноименным парком с вековыми деревьями и видами на Осло и фьорд с вершин холмов. Район располагает многими ресторанами, где подают гамбургеры, веганские блюда и блюда норвежской кухни, а также модными кафе и необычными пекарнями. В южной части парка расположен Парк рептилий, где живут лягушки, змеи и крокодилы и проводятся регулярные шоу кормления.

## Галерея
- Общий вид
- Собор
- Парк
- Brandts Gate
- Dops Gate
- Национальный театр
- Административное здание университета